# Huronensee
Das Naturschutzgebiet Huronensee liegt auf dem Gebiet der kreisfreien Stadt Münster in Nordrhein-Westfalen. Für Münster ist seit 1937 ein 10,45 ha großes Gebiet unter der Kenn-Nummer MS-002 als Naturschutzgebiet ausgewiesen. 
Das Gebiet erstreckt sich nordöstlich der Kernstadt Münster. Westlich verläuft die B 219, am östlichen Rand des Gebietes fließt der Dortmund-Ems-Kanal. Nordwestlich erstreckt sich das 228,2 ha große Naturschutzgebiet (NSG) Rieselfelder Münster und westlich das 12,39 ha große NSG Gelmerheide.

## Bedeutung
Das Gebiet wurde unter Schutz gestellt zur Erhaltung von
- zwei naturnahen Gewässern mit ausgeprägter Schwimmblattgesellschaft im Huronensee und schmalen Bruchwaldsäumen
- Altholzbeständen auf den trockenen Standorten.